# Ordem de Francisco José

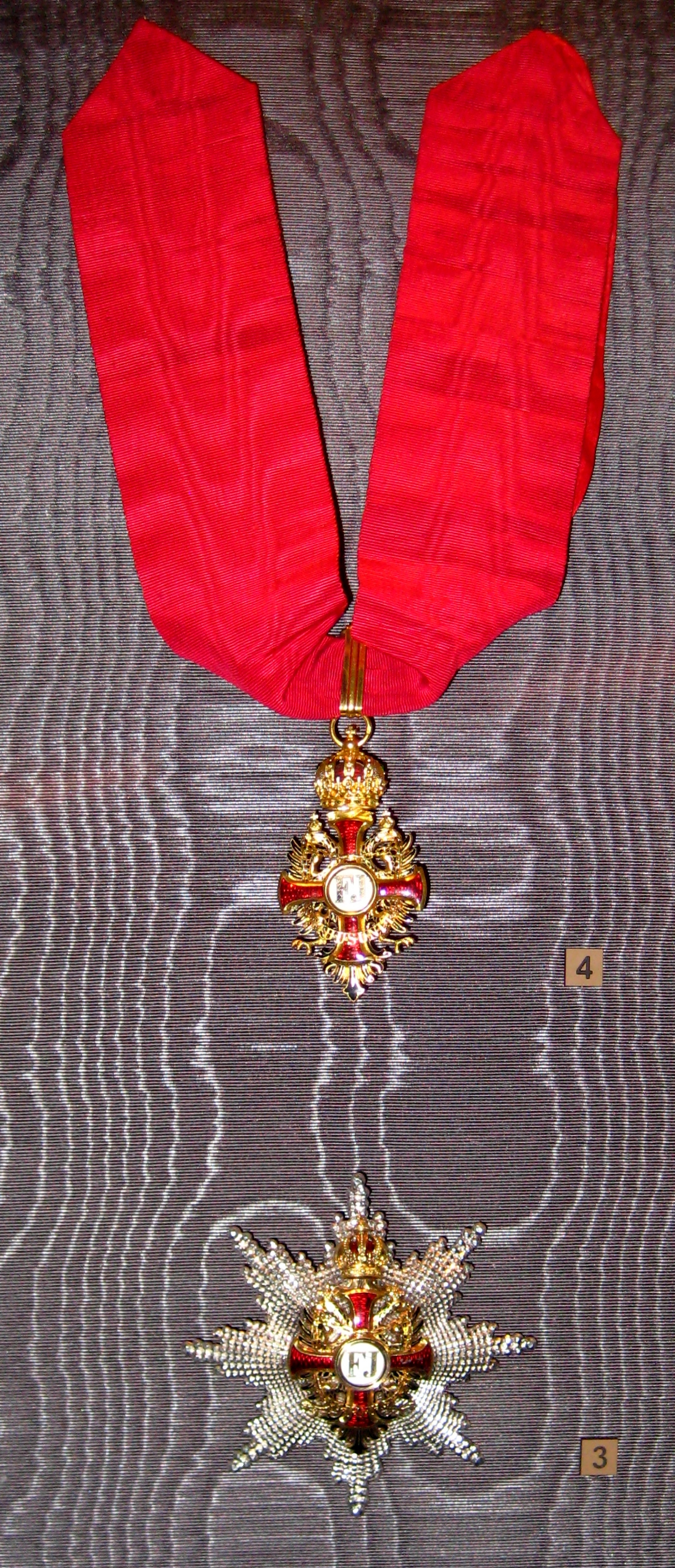
Ordem Imperial de Francisco José

A Ordem Imperial de Francisco José (em alemão:  Kaiserlich-Österreichische Franz-Joseph-Orden) foi criada pelo imperador Francisco José I em 2 de Dezembro de 1849, no primeiro aniversário da sua ascensão. Inicialmente, a Ordem era composta por três classes:
- Grão-mestre
- Comendador
- Cavaleiro

A Estrela de Comendador, adicionada em 1869, situava-se logo abaixo da Grã-Cruz; a Cruz de Oficial, entre o grau de Comendador e o de Cavaleiro, foi criada a 1 de Fevereiro de 1901. A Grã-Cruz, a Estrela de Comendador e a Cruz de Oficial eram condecorações de peito, ao passo que a Cruz de Comendador era para ser usada ao pescoço. Os Cavaleiros usavam a sua condecoração suspensa de uma fita triangular no lado esquerdo do peito. Tanto a Cruz de Comendador, como a de Cavaleiro, eram, na sua origem, suspensas de uma fita vermelha. Em comum com as outras condecorações do Império Austro-Húngaro, a Ordem de Francisco José I acabou por ter as condecorações de Guerra e Espadas. No entanto, o título actual era, habitualmente, entregue para recompensar serviços distintos, ao invés de bravura perante o inimigo.
Alguns exemplos de homenageados são Anton Bruckner e Émile Baudot.